# Марк Юний Брут (трибун)
Вижте пояснителната страница за други личности с името Марк Юний Брут.
Марк Юний Брут (на латински: Marcus Junius Brutus) е политик на Римската република през началото на 2 век пр.н.е.

## Биография
Произлиза от плебейската фамилия Юнии, клон Брут.
През 195 пр.н.е. той е народен трибун с колеги Публий Юний Брут, Марк Фунданий, и Луций Валерий Тапон. С Публий Юний Брут той подготвя анулирането на закона lex Oppia, който ограничава правата на римската жена. През 191 пр.н.е. той е римски претор. През това време се строи храм. През 189 пр.н.е. е посланик в Азия при Антиох III Велики.
Вероятно е баща на Марк Юний Брут (консул 178 пр.н.е.).